# Gislövs distrikt
Gislövs distrikt är ett distrikt i Trelleborgs kommun och Skåne län. 
Distriktet ligger vid kusten öster om Trelleborg. 

## Tidigare administrativ tillhörighet
Distriktet inrättades 2016 och utgörs av en del av det området som Trelleborgs stad omfattade till 1971, delen som före 1967 utgjorde Gislövs socken.
Området motsvarar den omfattning Gislövs församling hade 1999/2000.